# Protipapež Honorij II.
Protipapež Honorij II. (latinsko Antipapa Honorius Secundus), rojen kot Peter Kadal (latinsko Petrus Cadalus ali Cadalous; italijansko Pietro Cadalo – s poudarkom na prvem ali na zadnjem zlogu: Càdalo oziroma Cadalò ), italijanski rimskokatoliški škof in papež, ki so ga pozneje smatrali za protipapeža; * Sabbion di Cologna Veneta (Verona, Sveto rimsko cesarstvo)  okrog 1010, † 1072 Parma
Papež je bil od 28. oktobra 1061, ko je bil nekanonično izvoljen, do maja 1064, ko je bil odstavljen na mantovski sinodi. Umrl je 1072 v Parmi kot škof, in se predstavljal do konca za papeža.

## Življenjepis

### Poreklo in kariera
Peter Kadal (latinsko Petrus Cadalus; italijansko Pietro Cadalo – imenovan tudi Cadolus, Kadalus, Cadalous, Cadelohus, Kadulus, Cadolah), se je rodil v Sabionu pri Veroni okrog leta 1010 v plemiški družini, ki je bila najverjetneje langobardsko-germanskega porekla kot sin Ingona, vnuk Wicarda in pravnuk Atona. O njegovem rojstvu in mladosti je malo znanega. Njegovi starši so bili milites (vojaki) in so prišli na Veronsko iz Monseliča konec 10. stoletja. 1028 je izpričan kot clericus (=stolni kanonik), zatem 1030 kot subdiakon in 1034 kot diakon. 1041 je postal vicedominus veronske Cerkve, kar bi ustrezalo današnjemu generalnemu vikarju (=splošnemu namestniku). Opravljal je službo cesarskega tajnika (kanclerja) pod Henrikom Črnim. 1032–1045 je bil škof škofije Naumburg-Zeitz, a od 1045 do svoje smrti 1072 škof škofije Parma, ki jo je zadržal kljub imenovanju za papeža. 24. maja 1045 je bil Kadal – »filius bone memorie Ingoni de loco Sablone« razglašen za parmskega škofa Leta 1046 je Kadal – po izgubi staršev in svojih dveh bratov kot edini dedeč svoje rodovine – osnoval samostan San Giorgio. S svojimi lastnimi črkami ga je vpisal v splošno listino škofijskih opatijskih ustanov. Kadal je prispeval še več darovnic vse do izvolitve za papeža 28. oktobra 1161.

## Papež in protipapež

### Papež Aleksander II.
Svobodne papeške volitve so bile sicer na papirju uzakonjene; ko jih je bilo treba pa prvič uresničiti, so se spopadle z velikimi težavami: takoj se srečamo z dvojnimi volitvami. Po Nikolajevi smrti 27. julija 1061 so v skladu s sinodalnim odlokom o volitvah papeža iz leta 1059 In nomine Domini - predvsem na pobudo benediktinskega meniha kardinala Hildebranda 30. septembra 1061 izvolili kardinali-škofje (prvič v zgodovini samo oni) lukanskega škofa Anzelma, ne da bi se prej kakorkoli posvetovali z nemško kraljevsko hišo. Anzelm je bil ena vodilnih osebnosti, ki so se trudile za cerkveno prenovo – in to je dokazal že med svojim škofovanjem v Luki. Letopisci poročajo, da sam na tako možnost ni niti pomislil in je zvedel za imenovanje na svojem škofijskem sedežu.

### Protipapež Honorij II.
Rimsko plemstvo in nemški dvor sta se oba čutila užaljena, da sta bila izključena iz volitev. Sedaj so se združili vsi nasprotniki cerkvene prenove, ki so se za časa Nikolajevega papeževanja počutili odrinjene in so se morali potuhniti. Na zahtevo med seboj sicer ločenega rimskega in lombardskega poslanstva so Rimljani imenovali Henrika IV. za rimskega patricija s pravico imenovanja papeža in ga pozvali, naj to udejanji.
Kardinali – zakoniti varuhi cerkvenih koristi – so izvedeli za poteze nasprotnikov; zato so poslali  na nemški dvor kot predstavnika kardinala Štefana, da bi dobil podporo pri umiritvi rimskih neredov; le-ta pa je prišel prepozno: pred njim so bila zaprta vsa vrata in celo pobožna cesarica Neža ga ni hotela sprejeti – praznih rok se je vrnil nazaj v Rim. Tam se je volilno ozračje tako zaostrilo, da je arhidiakon Hildebrand zaprosil s posredovanjem montecassinojskega opata Deziderija za vojaško pomoč kapujskega vojvoda Riharda, naj pride vojaško zaščititi volivce-škofe. V nevarnosti je bila ne samo neodvisnost volitev, ampak tudi življenje volivcev-kardinalov; zato so se umaknili iz Rima in na neznanem mestu izvolili na sedež sv. Petra enega izmed voditeljev prenovitvenega gibanja, lukanskega škofa Anzelma. Mati-skrbnica Neža oziroma njen varovanec otrok-kralj, 14-letni Henrik IV., je sklical sinodo v Baslu 28. oktobra 1061, na kateri ni bilo niti enega kardinala; vendar so izvolili – 28 dni za kanonično veljavno izvolitvijo Aleksandra II. – a pod predsedovanjem cesarskega tajnika Wilberta – dne 28. oktobra 1061 za novega papeža škofa Petra Kadala iz Parme (latinsko Petrus Cadalus; italijansko Pietro Cadalo) kot Honorija II.. Iz teh razlogov se pravzaprav ni mogel nikoli uveljaviti kot papež, čeprav je to poskušal doseči tudi s silo: dvakrat je prihrumel z oboroženim spremstvom v Rim; bil je sicer »bogat z denarjem, ampak reven s čednostmi«.
Kadal sploh ni bil kardinal, ampak le škof, ko ga je cesarica Neža – ki je bila skrbnica mladoletnemu kralju Henriku IV. – na prošnjo rimskega in lombardskega plemstva določila in izvolila na mešanem zboru v Baslu 28. oktobra 1061. 

### Spopadi med tekmecema
Ob podpori cesarice in plemstva je spomladi 1062 Honorij II. s svojimi vojaki odkorakal proti Rimu, da bi nasilno zasedel papeški prestol. Škof Benzo iz Albe mu je kot cesarski upravnik Rima pri tem pomagal; Kadal je napredoval in se 14. aprila 1062 spopadel v Rimu z Aleksandrovimi silami, ki jih je porazil ter se polastil bazilike v Vatikanu, medtem ko se je Aleksander utrdil v Lateranu.
Spodnjelotarinški vojvoda Godfrid III. je maja 1062 prispel v Rim in prisilil tekmeca, da se podvržeta kraljevi odločitvi – do takrat pa se morata vrniti v svoji matični škofiji. Aleksander II. se je vrnil na svoj lukanski škofijski sedež, Kadal pa v Parmo, kjer sta čakala odločitev, ki bo odvisna o Gotfridovega posredovanja pri nemškem dvoru in od svetovalcev mladoletnega kralja. Medtem pa so se v Nemčiji zgodile velike spremembe. Prevratniki pod vodstvom mogočnega kölnskega škofa Hanona so ugrabili mladoletnega Henrika ter strmoglavili svojeglavo cesarico-namestnico Nežo Lotarinško ter jo prisilili k odpovedi in vstopu v samostan Fruttuaria v Piedmontu. Oblast je prešla v roke Honorijevega nasprotnika Hanona, ki je svoje negodovanje takoj pokazal. Na augsburški sinodi oktobra 1062 je poslal delegacijo pod vodstvom halberstadtskega škofa Burcharda II. v Rim, da bi raziskala obtožbe zoper Aleksandra II. v zvezi s simonijo. Ta Hanonov nečak je ugotovil, da so bile obtožbe neutemeljene. Tako je državni zbor po njegovi slovesni prisegi priznal Aleksandra za zakonitega papeža, Honorija pa izobčil. Aleksander ni čakal končne odločitve, ampak se je naselil v Rimu ter se oddolžil Burchardu s tem, da ga je imenoval za nadškofa, Hanona pa za tajnika Rimske Cerkve.
Honorij pa se ni vdal; na sinodi v Parmi je zavrnil svoje izobčenje ter zbral oborožene sile, ki so ga privedle do ponovne osvojitve Angelskega gradu, kjer se je utaboril. Napetosti so trajale kako leto, dokler Honorij ni pobegnil iz Rima v svojo Parmo, od koder pa se ni več vrnil z vojsko v Rim. Aleksander se je s pomočjo Normanov obdržal v Lateranu.

### Sinoda v Mantovi
Zaradi doslednega zagovarjanja cerkvene prenove je bilo papežu Aleksandru vedno bolj naklonjeno javno mnenje, pa tudi normanski zavezniki in vplivna grofica Matilda. Celo v Nemčiji so se začeli odvijati dogodki njemu v prid, ko je kölnski škof Hanon prevzel skrbništvo nad mladoletnim kraljem in se je skesana cesarica Neža umaknila v samostan. 
Aleksandra II. so krepko podprli Normani; ob njihovem vojaškem spremstvu mu je uspelo priti 1. oktobra 1061 v Rim; razmere so bile tako nevarne, da ni bilo mogoče opraviti ustoličenja in umestitve v baziliki svetega Petra v Vatikanu, ampak kar pri baziliki San Pietro in Vincoli in še to ponoči. Aleksander je imel močno oporo v cerkvenem meniškem prenoviteljskem gibanju, pa tudi v milanskem ljudskem gibanju patariji, ki se je borilo za uveljavitev odlokov proti simoniji in ženitvi duhovnikov.
Kadal je zopet prišel v Rim in se utaboril v Angelskem gratu, kjer se je počutil varnega, dokler mu ni zmanjkalo denarja. Tedaj ga je zapustilo plemstvo, rimsko prebivalstvo pa je od njega zahtevalo odškodnino; Cencij (Centius) ga je dal zapreti, dokler mu za služenje ni izplačal 300 funtov srebra.
Na Hildebrandovo, Damianijevo in Hanonovo zahtevo so se sešli 1064 v Mantovi nemški in italijanski škofje. Na zborovanje so poklicali oba papeža. Kadal se ni odzval, zato je predsedoval Aleksander, ki je v uvodni besedi poudaril cerkveni mir inslogo. Hanon je nato naštel očitke glede simonije, ki so jih našteli njegovi nasprotniki. Aleksander je zaprisegel, da so govorice o simoniji čisto obrekovanje; kar se pa tiče zveze z Normani, bo nemški kralj tako vse zvedel, kadar bo prišel v Rim na cesarsko kronanje. Zborovalci so bili s tem zadovoljni in so razglasili Aleksandra za zakonitega papeža, Kadala pa kot simonista in vrinjenca izobčili. V zahvalo za prenehanje razkola so zapeli Te Deum.
Sinoda v Mantovi je torej na Binkošti, 31. maja 1064, končala razkol z izjavo, da je zakoniti naslednik svetega Petra papež Aleksander II., ter izobčila Honorija  II., ki pa se je predstavljal za papeža vse do svoje smrti na svoje škofijskem sedežu v Parmi. Nikoli se torej ni odpovedal papeštvu. Še 20. aprila 1069 se je predstavljal kot ego Cadalus episcopus atque electus apostolicus. Ni znano ali je imenoval kakega kardinala ali proti-kardinala.

## Smrt in spomin
Kadal je umrl v Parmi 1072. Pokopan je verjetno v Lateranski baziliki v Rimu, a kakih sledi niso našli.

## Ocena
Damiani ga v svoji ostri polemiki (epistola 7, B) protipapeža Honorij obklada z ne preveč prikupnimi vzdevki: veterrimus draco, perturbator Ecclesiae, eversor apostolicae disciplinae e ancora apostolus antichristi. Ta zadnji vzdevek bo postal v prihodnjem stoletju vzdevek protipapežev; s tem je svetnik poudaril, da je Honoriju manjkala omika, ki jo je nadomeščal le s svojim bogastvom.

### Mračno stoletje in cezaropapizem
Za papeže je bilo 10. stoletje vsekakor temačno obdobje in ga po pravici imenujemo Mračno stoletje. Kronika, ki jo je napisal nemški škof Liutprand, slika posvetnost na papeškem dvoru; vendar je njegova poročila treba brati s pridržkom, saj je bil pisec zelo protirimsko razpoložen - kar tudi sam izrecno poudarja - in je zato nedvoumno, da je pisal nepristransko. Za to obdobje torej manjkajo neodvisni in nepristranski zgodovinski viri. Večino poročil o škandalih, nasilju in razvratu v Rimu je napisal torej že omenjeni Liutprand. Svojemu delu je dal pomenljiv naslov Maščevanje (Obračun, Antapodosis). Ta naslov daje slutiti, da je v svojem pripovedovanju brez dvoma pretiraval, pa tudi potvarjal zgodovinsko resnico, da bi se na ta način maščeval nekaterim ljudem, ki so se mu zamerili. Kljub Liutprandovim pretiravanjem pa je bilo v takratni družbi res marsikaj slabega, kar je najedalo tudi Cerkev tako od zunaj kot od znotraj. Tako si lahko ustvarimo mnenje, da je to bil v resnici strašen čas.
Rimske družine so obvladovale papeštvo deloma tudi v 11. stoletju: najprej Krescenciji, nato Tuskulci. Z obnovo Svetega rimskega cesarstva pa je po Mračnem stoletju nastopil za Cerkev čas prav tako mračnega cezaropapizma z laično investituro, kar je pripeljalo do dolgotrajnega, nepopustljivega in izčrpavajočega investiturnega boja. Cesar se je začel vmešavati v cerkvene zadeve ne le z umeščanjem škofov in opatov, ampak tudi s postavljanjem in odstavljanjem papežev. Zanimivo, da so papeži svojim kraljem-zaveznikom (vazalom) na Ogrskem mirne duše prepuščali ta privilegij.
Z vzpostavitvijo Svetega rimskega cesarstva 962 se je začela oblikovati v tem cesarstvu nemške narodnosti t.i. Reichskirche (državna Cerkev). Že Karel Veliki je v nekaterih primerih sam imenoval škofe, Oton I. pa je njegov državni cerkveni sistem dopolnil. Zagotovil si je pravico imenovanja in umeščanja škofov; tako je uvedel laično investituro za visoke cerkvene službe, ki so odslej bile povezane z bogatimi fevdi. Škofje so z umeščanjem postali cesarjevi vazali, Cerkev je vse bolj postajala »osrednja državna ustanova«. V času Otona III. je laična investitura postala že reden državni sistem, istočasno pa so se pojavile številne neugodne posledice takega sestava; za Cerkev je bilo torej povezovanje s fevdalnim sistemom pogubno.